# فرانك أوفاريل
فرانك أوفاريل (بالإنجليزية: Frank O'Farrell ، من مواليد 9 أكتوبر 1927 في كورك في إيرلندا - 6 مارس 2022) لاعب كرة قدم إيرلندي سابق، ومدرب كرة قدم إيرلندي سابق.
بدأ مسيرته الكروية مع نادي كورك يونايتد، وفي عام 1948 انتقل إلى نادي وست هام يونايتد، وفي عام 1956 انتقل إلى نادي بريستون نورث إند واعتزل كرة القدم في عام 1961.
و قد درب نادي بورنموث يونايتد منذ عام 1965 وحتى عام 1968، وفي عام 1968 انتقل إلى تدريب نادي ليستر سيتي، ودربهم حتى عام 1971، وفي موسم 1971/1972 انتقل إلى تدريب نادي مانشستر يونايتد، وقد درب نادي كارديف سيتي في موسم 1973/1974، وقد درب منتخب إيران لكرة القدم منذ عام 1974 وحتى عام 1976، وقد عاد إلى تدريب نادي بورنموث يونايتد في موسم 1976/1977، ودرب نادي بورنموث يونايتد في موسم 1981/1982.

## روابط خارجية
- فرانك أوفاريل على موقع قاعدة بيانات كرة القدم.إي يو (الإنجليزية)
- فرانك أوفاريل على موقع ناشيونال فوتبول تيمز (الإنجليزية)
- فرانك أوفاريل على موقع Soccerbase.com (مدرب) (الإنجليزية)
- فرانك أوفاريل على موقع عالم كرة القدم.نت (الإنجليزية)